# ヘザー・フィッシャー
ヘザー・フィッシャー（Heather Fisher、1984年6月13日 - ）は、イングランドの女子元ラグビー選手。

## プロフィール
- イングランド・ロザラム出身[1]。
- ポジションはフランカー(FL)。
- 身長 168cm、体重 74kg
- 7人制イングランド代表に選ばれたことがある[2]。
- ワールドカップ2010・2014のイングランド代表に選ばれた[3]。

## 略歴
2016年、リオ五輪の7人制イギリス代表に選ばれた。
2021年、現役を引退した。